# Лазуркин, Михаил Семёнович
Михаил Семёнович Лазуркин, партийный псевдоним «Борис» ( 1883, Ляды Могилёвской губернии — 1937 ) — революционер, советский партийный и государственный деятель.
Член РСДРП с 1903. Вёл подпольную революционную деятельность в Одессе, где в 1903 году познакомился со своей будущей женой Д. А. Лазуркиной (урождённой Клебановой), они поженились в 1906 году, но видеться супругам доводилось только урывками, поскольку оба были профессиональными революционерами и по роду деятельности постоянно разъезжали по разным городам России. В 1910 году у них родился сын Виктор, в 1912 — дочь Юлия. В начале 1910-х супруги осели в Санкт-Петербурге, где длительное время выполняли роль «почтового ящика» при переписке В. И. Ленина с местной организацией РСДРП. Михаил Семенович поступил на службу в компанию «Персиц», занимавшуюся оптовой торговлей металлами, и за сравнительно короткое время дослужился до должности управляющего. В глазах общественности он был преуспевающим служащим, и мало кто обращал внимание на большое количество писем, приходивших на адрес Лазуркиных от многочисленных «родственников и знакомых» (а в действительности — от Ленина и заграничных органов партии).
В 1917 году М. С. Лазуркин был секретарём большевистской фракции Петроградской городской думы. После Октябрьской революции занимал ряд руководящих должностей в Центральном управлении снабжения, Металлоторге, Севзапторге, ленинградском отделении Совета народного хозяйства. В 1930—1933 годах — ректор Ленинградского физико-механического института — одного из шести вузов, созданных в 1930 году путём разделения Ленинградского политехнического института, директор Ленинградского университета с 1933 по 1937 годы.
17 июля 1937 года арестован. По имеющейся версии, 5 августа был застрелен следователем во время допроса, а затем его уже мертвого выбросили из окна на уличный тротуар, инсценируя самоубийство.
Посмертно реабилитирован только в 2000 году, на Богословском кладбище Санкт-Петербурга ему сооружён кенотаф на могиле его супруги и детей.
Дети и внуки:
- Сын — Лазуркин Виктор Михайлович (1910—1992) — арктический геолог[5], кандидат геолого-минералогических наук, основатель и организатор Научно-исследовательского института геологии Арктики, почетный полярник.
  - Внук — Лазуркин Дмитрий Викторович (1935—2018), геолог, исследователь геологии Северо-Востока СССР.
- Дочь — Юлия Михайловна Лазуркина (1912—1977) — кандидат педагогических наук, доцент кафедры педагогики Ленинградского государственного педагогического института им. А. И. Герцена. Юлии Михайловне Лазуркиной посвящен рассказ «Кукла», написанный ее зятем, писателем Г.А.Черкашиным. [6][7]
  - Внучка [8]— Валентина Болеславовна Лазуркина (род.1937), окончила биолого-почвенный факультет ЛГУ, кандидат биологических наук, сотрудник библиотеки РАН.